# Dangerous (album)
Dangerous is het achtste studioalbum van de Amerikaanse popster Michael Jackson en met meer dan 32 miljoen verkochte exemplaren het best verkochte New Jack Swing album aller tijden. Meer dan vier jaar na Jacksons vorige album, Bad, werd Dangerous op 26 november 1991 uitgebracht door platenlabel Epic Records. Het album was een groot succes en behaalde in veel landen nummer 1 in de hitlijsten, waaronder de Verenigde Staten, het Verenigd Koninkrijk, Duitsland, Frankrijk en Nederland.

## Totstandkoming
Na tien jaar te hebben samengewerkt met producer Quincy Jones, besloot Jackson op zoek te gaan naar een andere producer voor zijn volgende album. Jackson nam contact op met Bill Bottrell en Matt Forger, twee geluidstechnici die tijdens de opnamesessies voor Bad met hem hadden samengewerkt. Ook producer Bryan Loren werd ingevlogen om te werken aan nieuwe demo's. Het team begon met het uitdenken van een compilatiealbum getiteld Decade, waarop Jacksons grootste hits en een paar nieuwe nummers zouden verschijnen.
Door diverse vertragingen lukte het niet om het compilatiealbum eind 1989 uit te brengen, waarop de deadline werd verplaatst naar november 1990. Echter kwam Jackson door problemen met zijn gezondheid en veranderingen in zijn management in juni 1990 tot de conclusie dat ook deze deadline niet gehaald kon worden. Als gevolg werd besloten om Decade volledig te schrappen en te werken aan een nieuwe project waarop al eerder uitgebrachte nummers niet zouden verschijnen. Jackson wilde als gevolg met meerdere muziekstijlen experimenteren en besloot op zoek te gaan naar andere producers.
Jackson contacteerde producerduo Jimmy Jam & Terry Lewis, destijds bekend door hun succesvolle samenwerking met Jacksons jongere zus Janet Jackson, in de hoop een samenwerking op te kunnen zetten. Echter wezen zij het aanbod af en verklaarden principieel trouw te willen blijven aan Janet. Jackson zocht verder en belandde bij Teddy Riley, een jonge en opkomende producer die enthousiast de samenwerking aanging. Na een week voorbereiding spraken Jackson en Riley af om te luisteren naar Riley's demo's.
De opnamesessies met Teddy Riley startte officieel op 25 juni 1990 in studio 2 van Record One in Los Angeles. In de maanden die volgde werkte Jackson en Riley aan een serie ritmische New Jack Swing nummers die Jackson graag als centraal geluid op het album wilde hebben. Ook werd verder gewerkt aan andere nummers met Bill Bottrell en Bruce Swedien.
Jackson en zijn team waren in de maanden voor de deadline geregeld zestien tot achttien uur per etmaal aan het werk en probeerde te overnachten in hotelkamers die zich zo dicht mogelijk bij de studio's bevonden. Jackson bleef ook in de laatste fase van de opnamesessies werken aan nieuwe demo's, in de overtuiging dat hij mogelijk nog een paar nieuwe hits kon schrijven. Om te voorkomen dat Jackson het album verder zou uitstellen, oefende het platenlabel grote druk uit. Het album moest volgens hen voor Thanksgiving 1991 te koop zijn.
Ook werden diverse last minute aanpassingen aan de tracklist gemaakt. Zo werd in de laatste weken voor de deadline besloten om Give In To Me en Keep The Faith op het album te plaatsen, ten koste van de nummers Blood On The Dance Floor en Someone Put Your Hand Out. Beide werden in 1997 en 1992 alsnog uitgebracht.

## Tracklist
| Dangerous tracklist volgens het CD boekje | Dangerous tracklist volgens het CD boekje                         | Dangerous tracklist volgens het CD boekje               | Dangerous tracklist volgens het CD boekje |
| No.                                       | Titel                                                             | Tekstschrijvers                                         | Productie                                 |
| ----------------------------------------- | ----------------------------------------------------------------- | ------------------------------------------------------- | ----------------------------------------- |
| 1                                         | "Jam" (met rap van Heavy D)                                       | Michael Jackson, René Moore, Bruce Swedien, Teddy Riley | Jackson, Riley, Swedien                   |
| 2                                         | "Why You Wanna Trip on Me"                                        | Riley, Bernhard Belle                                   | Jackson, Riley                            |
| 3                                         | "In The Closet" (duet met Princess Stéphanie van Monaco)          | Jackon, Riley                                           | Jackson, Riley                            |
| 4                                         | "She Drives Me Wild" (met rap van Wreckx-n-Effect)                | Jackson, Riley, Aqil Davidson                           | Jackson, Riley                            |
| 5                                         | "Remember The Time"                                               | Jackson, Riley, Belle                                   | Jackson, Riley                            |
| 6                                         | "Can't Let Her Get Away"                                          | Jackson, Riley                                          | Jackson, Riley                            |
| 7                                         | "Heal The World"                                                  | Jackson                                                 | Jackson, Swedien(co)                      |
| 8                                         | "Black Or White" (met rap van L.B.T)                              | Jackson, Bill Bottrell                                  | Jackson, Bottrell                         |
| 9                                         | "Who Is It"                                                       | Jackson                                                 | Jackson, Bottrell                         |
| 10                                        | "Give In To Me" (met gitaarsolo van Slash)                        | Jackson, Bottrell                                       | Jackson, Bottrell                         |
| 11                                        | "Will You Be There" (met introductie van het Cleveland Orchestra) | Jackson                                                 | Jackson, Swedien(co)                      |
| 12                                        | "Keep The Faith" (met Andraé Crouch)                              | Jackson, Glen Ballard, Siedah Garrett                   | Jackson, Swedien(co)                      |
| 13                                        | "Gone Too Soon"                                                   | Larry Grossman, Buz Kohan                               | Jackson, Swedien(co)                      |
| 14                                        | "Dangerous"                                                       | Jackson, Bottrell, Riley                                | Jackson, Riley                            |

### Dangerous Special Edition
In 2001 verschenen er een heruitgaven van Jacksons albums Off The Wall, Thriller, Bad en Dangerous. Alle albums werden verpakt in een speciaal hoesje en de muziek onderging een remaster door Bernie Grundman. Dangerous Special Edition bevatte in tegenstelling tot de andere Special Edition albums geen bonus nummers of interviewfragmenten, maar wel een ander CD boekje met nieuwe foto's van Jackson en het door Jackson geschreven gedicht 'Planet Earth'.

## Dangerous World Tour
Nadat Jackson op 27 januari 1989 zijn zeer succesvolle Bad World Tour afrondde was zijn ambitie om meer te focussen op het maken van muziek en film. Het was onduidelijk of Jackson in de toekomst nog een keer op wereldtournee zou gaan, maar uitspraken in interviews suggereerde dat hier geen plannen voor waren. Toch volgde er op 3 januari 1992 een persconferentie in de Radio City Music Hall in New York waarin Jackson aankondigde op tournee te gaan in Europa, Azië, Zuid-Amerika en Australië. Het doel van de tournee was om geld in te zamelen voor zijn nieuwe Heal The World Foundation. Jackson wenste een totaalopbrengst van $100 miljoen voor Eerste Kerstdag 1993 te bereiken.

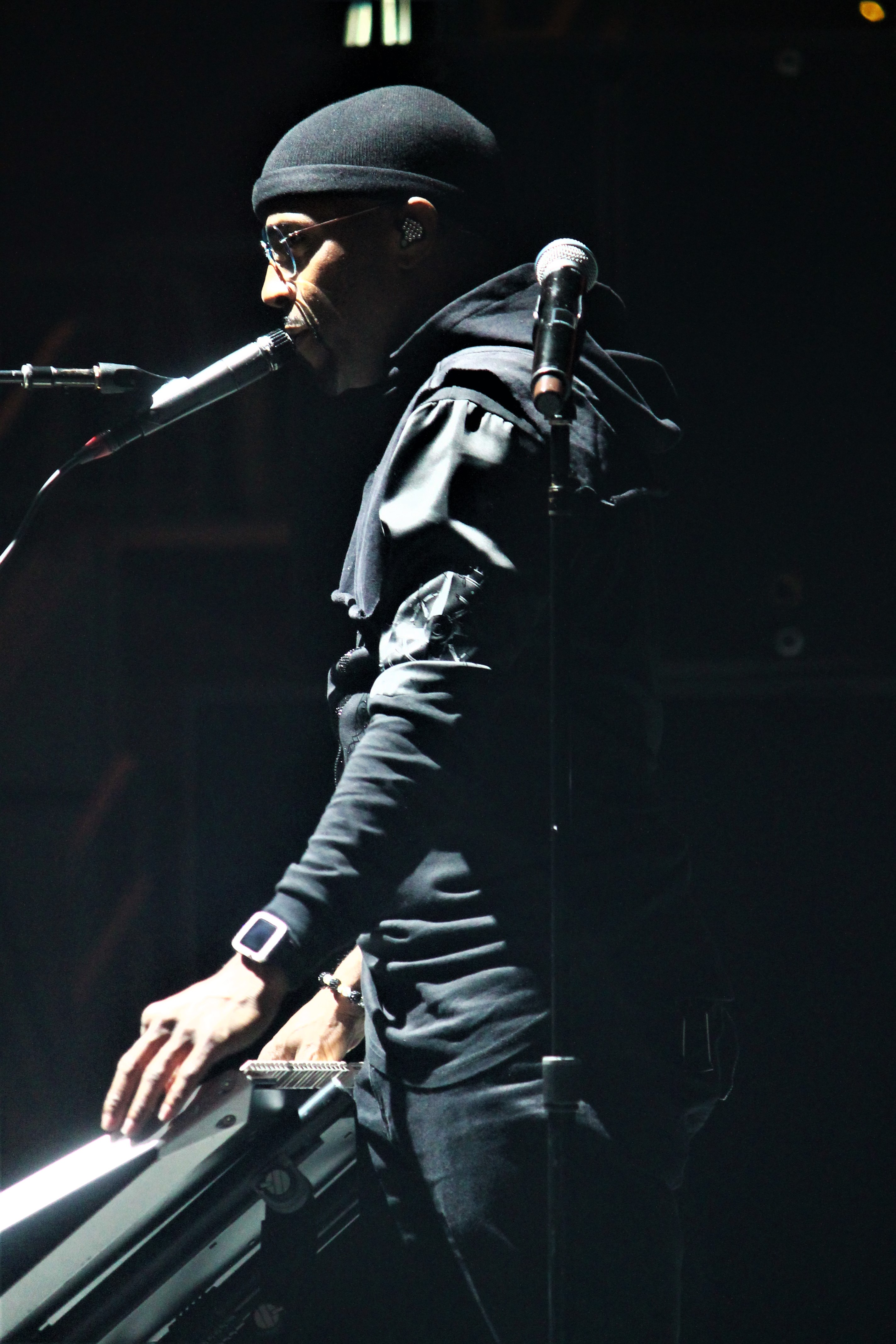
Teddy Riley werkte als producer, tekstschrijver en componist aan zeven van de veertien nummers op het album.

Uiteindelijk werden 69 concerten volledig uitverkochte concerten gehouden voor een totaal publiek van meer dan 4,1 miljoen toeschouwers. De beoogde $100 miljoen opbrengst voor Jackson zijn stichting werd gehaald.

### Super Bowl XXVII halftime show
Tussen het eerste en tweede deel van het tournee verzorgde Jackson op 31 januari 1993 de Super Bowl XXVII halftime show. Jackson zijn optreden werd op televisie gezien door 133,4 miljoen mensen en is een van de best bekeken televisiemomenten in de Amerikaanse geschiedenis. Het optreden wordt gezien als een zeer innovatief en vooruitstrevend mini-concert, dat de manier waarop de Super Bowl halftime show wordt georganiseerd permanent heeft veranderd.

## Verkoopcijfers
Zowel wereldwijd als in Nederland werd Dangerous zeer populair. In Nederland werd het album enkele weken na uitgave al met platina onderscheiden en in 1996 ontving Dangerous drievoudige platinastatus voor de verkoop van 300.000 exemplaren.
In de Europese landen met officieel certificatiesysteem zijn er meer dan 8,8 miljoen gecertificeerde exemplaren verkocht. In de Verenigde Staten zijn meer dan 8 miljoen gecertificeerde exemplaren verkocht. Wereldwijd is Dangerous meer dan 32 miljoen keer verkocht.

## Hitlijsten

### NederlandseAlbum Top 100
Dangerous was een groot succes in Nederland en behaalde bij binnenkomst op 11 november 1991 direct de nummer 1-positie in de Album Top 100. In totaal besteedde het album 119 weken in de hitlijst en behaalde voor het laatst een notering op 26 maart 1994.
| "Dangerous" in de Nederlandse Album Top 100 - binnen: 30-11-1991 | "Dangerous" in de Nederlandse Album Top 100 - binnen: 30-11-1991 | "Dangerous" in de Nederlandse Album Top 100 - binnen: 30-11-1991 | "Dangerous" in de Nederlandse Album Top 100 - binnen: 30-11-1991 | "Dangerous" in de Nederlandse Album Top 100 - binnen: 30-11-1991 | "Dangerous" in de Nederlandse Album Top 100 - binnen: 30-11-1991 | "Dangerous" in de Nederlandse Album Top 100 - binnen: 30-11-1991 | "Dangerous" in de Nederlandse Album Top 100 - binnen: 30-11-1991 | "Dangerous" in de Nederlandse Album Top 100 - binnen: 30-11-1991 | "Dangerous" in de Nederlandse Album Top 100 - binnen: 30-11-1991 | "Dangerous" in de Nederlandse Album Top 100 - binnen: 30-11-1991 | "Dangerous" in de Nederlandse Album Top 100 - binnen: 30-11-1991 | "Dangerous" in de Nederlandse Album Top 100 - binnen: 30-11-1991 | "Dangerous" in de Nederlandse Album Top 100 - binnen: 30-11-1991 | "Dangerous" in de Nederlandse Album Top 100 - binnen: 30-11-1991 | "Dangerous" in de Nederlandse Album Top 100 - binnen: 30-11-1991 | "Dangerous" in de Nederlandse Album Top 100 - binnen: 30-11-1991 | "Dangerous" in de Nederlandse Album Top 100 - binnen: 30-11-1991 | "Dangerous" in de Nederlandse Album Top 100 - binnen: 30-11-1991 | "Dangerous" in de Nederlandse Album Top 100 - binnen: 30-11-1991 | "Dangerous" in de Nederlandse Album Top 100 - binnen: 30-11-1991 | "Dangerous" in de Nederlandse Album Top 100 - binnen: 30-11-1991 | "Dangerous" in de Nederlandse Album Top 100 - binnen: 30-11-1991 | "Dangerous" in de Nederlandse Album Top 100 - binnen: 30-11-1991 | "Dangerous" in de Nederlandse Album Top 100 - binnen: 30-11-1991 | "Dangerous" in de Nederlandse Album Top 100 - binnen: 30-11-1991 | "Dangerous" in de Nederlandse Album Top 100 - binnen: 30-11-1991 | "Dangerous" in de Nederlandse Album Top 100 - binnen: 30-11-1991 |
| Week:                                                            | 1                                                                | 2                                                                | 3                                                                | 4                                                                | -                                                                | 5                                                                | 6                                                                | 7                                                                | 8                                                                | 9                                                                | 10                                                               | 11                                                               | 12                                                               | 13                                                               | 14                                                               | 15                                                               | 16                                                               | 17                                                               | 18                                                               | 19                                                               | 20                                                               | 21                                                               | 22                                                               | 23                                                               | 24                                                               | 25                                                               | 26                                                               |
| ---------------------------------------------------------------- | ---------------------------------------------------------------- | ---------------------------------------------------------------- | ---------------------------------------------------------------- | ---------------------------------------------------------------- | ---------------------------------------------------------------- | ---------------------------------------------------------------- | ---------------------------------------------------------------- | ---------------------------------------------------------------- | ---------------------------------------------------------------- | ---------------------------------------------------------------- | ---------------------------------------------------------------- | ---------------------------------------------------------------- | ---------------------------------------------------------------- | ---------------------------------------------------------------- | ---------------------------------------------------------------- | ---------------------------------------------------------------- | ---------------------------------------------------------------- | ---------------------------------------------------------------- | ---------------------------------------------------------------- | ---------------------------------------------------------------- | ---------------------------------------------------------------- | ---------------------------------------------------------------- | ---------------------------------------------------------------- | ---------------------------------------------------------------- | ---------------------------------------------------------------- | ---------------------------------------------------------------- | ---------------------------------------------------------------- |
| Positie:                                                         | 1                                                                | 1                                                                | 1                                                                | 2                                                                | uit                                                              | 3                                                                | 4                                                                | 6                                                                | 8                                                                | 12                                                               | 14                                                               | 16                                                               | 18                                                               | 18                                                               | 19                                                               | 12                                                               | 9                                                                | 9                                                                | 12                                                               | 21                                                               | 27                                                               | 29                                                               | 31                                                               | 36                                                               | 48                                                               | 59                                                               | 59                                                               |
| Week:                                                            | 27                                                               | 28                                                               | 29                                                               | 30                                                               | 31                                                               | 32                                                               | 33                                                               | 34                                                               | 35                                                               | 36                                                               | 37                                                               | 38                                                               | 39                                                               | 40                                                               | 41                                                               | 42                                                               | 43                                                               | 44                                                               | 45                                                               | 46                                                               | 47                                                               | 48                                                               | 49                                                               | 50                                                               | 51                                                               | 52                                                               | 53                                                               |
| Positie:                                                         | 52                                                               | 50                                                               | 47                                                               | 41                                                               | 32                                                               | 25                                                               | 19                                                               | 16                                                               | 13                                                               | 14                                                               | 17                                                               | 19                                                               | 23                                                               | 26                                                               | 30                                                               | 33                                                               | 51                                                               | 38                                                               | 38                                                               | 46                                                               | 50                                                               | 57                                                               | 53                                                               | 62                                                               | 77                                                               | 80                                                               | 89                                                               |
| Week:                                                            | 54                                                               | 55                                                               | -                                                                | 56                                                               | 57                                                               | 58                                                               | 59                                                               | 60                                                               | 61                                                               | 62                                                               | 63                                                               | 64                                                               | 65                                                               | 66                                                               | 67                                                               | 68                                                               | 69                                                               | 70                                                               | 71                                                               | 72                                                               | 73                                                               | 74                                                               | 75                                                               | 76                                                               | 77                                                               | 78                                                               | 79                                                               |
| Positie:                                                         | 89                                                               | 81                                                               | uit                                                              | 75                                                               | 56                                                               | 35                                                               | 35                                                               | 44                                                               | 57                                                               | 54                                                               | 42                                                               | 39                                                               | 35                                                               | 42                                                               | 29                                                               | 10                                                               | 6                                                                | 4                                                                | 5                                                                | 5                                                                | 11                                                               | 17                                                               | 15                                                               | 24                                                               | 31                                                               | 31                                                               | 29                                                               |
| Week:                                                            | 80                                                               | 81                                                               | 82                                                               | 83                                                               | 84                                                               | 85                                                               | 86                                                               | 87                                                               | 88                                                               | 89                                                               | 90                                                               | 91                                                               | 92                                                               | 93                                                               | 94                                                               | 95                                                               | 96                                                               | 97                                                               | 98                                                               | 99                                                               | 100                                                              | 101                                                              | 102                                                              | 103                                                              | 104                                                              | 105                                                              | 106                                                              |
| Positie:                                                         | 35                                                               | 46                                                               | 50                                                               | 44                                                               | 39                                                               | 34                                                               | 25                                                               | 17                                                               | 11                                                               | 8                                                                | 8                                                                | 8                                                                | 8                                                                | 9                                                                | 14                                                               | 20                                                               | 30                                                               | 32                                                               | 34                                                               | 44                                                               | 39                                                               | 48                                                               | 49                                                               | 63                                                               | 64                                                               | 57                                                               | 48                                                               |
| Week:                                                            | 107                                                              | 108                                                              | 109                                                              | 110                                                              | 111                                                              | 112                                                              | 113                                                              | 114                                                              | 115                                                              | 116                                                              | 117                                                              | 118                                                              | 119                                                              | -                                                                |                                                                  |                                                                  |                                                                  |                                                                  |                                                                  |                                                                  |                                                                  |                                                                  |                                                                  |                                                                  |                                                                  |                                                                  |                                                                  |
| Positie:                                                         | 47                                                               | 39                                                               | 46                                                               | 43                                                               | 51                                                               | 51                                                               | 49                                                               | 56                                                               | 75                                                               | 76                                                               | 82                                                               | 77                                                               | 88                                                               | uit                                                              |                                                                  |                                                                  |                                                                  |                                                                  |                                                                  |                                                                  |                                                                  |                                                                  |                                                                  |                                                                  |                                                                  |                                                                  |                                                                  |

## Niet uitgebrachte muziek
Tijdens de meer dan twee jaar waarin Jackson aan nieuwe muziek werkte zijn meer nummers gemaakt dan er uiteindelijk op het album staan. Over de jaren heen zijn diverse demo's officieel uitgebracht of uitgelekt. Hieronder een opsomming van de nummers die officieel zijn uitgebracht, zijn uitgelekt of ooit zijn benoemd tijdens een interview door een persoon dat tijdens de opnamesessies met Jackson heeft samengewerkt.
Nummers die zijn opgenomen nadat het album is uitgebracht zijn geen onderdeel van deze lijst, de kolom "Jaar / datum:" geeft dan ook niet aan of en wanneer er nog aan een nummer is gewerkt na de uitgave van het album. De nummers Blood On The Dance Floor, Superfly Sister en Ghosts zijn vanwege hun officiële uitgave op Blood On The Dance Floor: HIStory In The Mix ook geen onderdeel van deze lijst.
| Titel:                    | Jaar / datum: | Geschreven door:                                              | Productie door:                                                            |
| ------------------------- | ------------- | ------------------------------------------------------------- | -------------------------------------------------------------------------- |
| All The Truth (You Need)  | 1989-1991     | Michael Jackson, Bryan Loren                                  | Michael Jackson, Bryan Loren                                               |
| (A) Pretty Face (Is)      | oktober 1989  | Michael Jackson, Bryan Loren                                  | Michael Jackson                                                            |
| Boost Groove              | Onbekend      | Michael Jackson                                               | Michael Jackson                                                            |
| Bottle Of Smoke           | 1989          | Michael Jackson                                               | Michael Jackson                                                            |
| Bubbles                   | oktober 1989  | Michael Jackson                                               | Michael Jackson                                                            |
| Call It Off               | maart 1991    | Michael Jackson, Bryan Loren                                  | Michael Jackson, Bryan Loren                                               |
| Can't Come Back           | oktober 1989  | Michael Jackson, Bryan Loren                                  | Michael Jackson, Bryan Loren                                               |
| Deep In The Night         | juli 1990     | Michael Jackson, Bryan Loren                                  | Michael Jackson, Bryan Loren                                               |
| Dont' Believe It          | 1990          | Michael Jackson, Bryan Loren                                  | Michael Jackson, Bryan Loren                                               |
| For All Time              | 1990          | Steve Porcaro, Michael Sherwood                               | Steve Porcaro                                                              |
| Garbage                   | 1989-1991     | Michael Jackson, Bryan Loren                                  | Michael Jackson, Bryan Loren                                               |
| Ghost Of Another Lover    | 1990-1991     | Michael Jackson                                               | Michael Jackson, Thom Russo                                                |
| Happy Birthday, Lisa      | 1990          | Michael Jackson                                               | Michael Jackson                                                            |
| Homeless Bound            | Onbekend      | Michael Jackson                                               | Michael Jackson                                                            |
| If You Don't Love Me      | 1989          | Michael Jackson                                               | Michael Jackson, Bill Bottrell                                             |
| Jane Is A Groupie         | 1989          | Michael Jackson, Sly Stone                                    | Michael Jackson                                                            |
| Janet And MJ Duet         | Onbekend      | Michael Jackson                                               | Michael Jackson                                                            |
| Joy                       | 1991          | Michael Jackson, Teddy Riley, Tammy Lucas                     | Teddy Riley                                                                |
| Man In Black              | 1989          | Michael Jackson, Bryan Loren                                  | Michael Jackson, Bryan Loren                                               |
| Michael McKeller          | 1991          | Michael Jackson                                               | Michael Jackson                                                            |
| Monkey Business           | 1989          | Michael Jackson, Bill Bottrell                                | Michael Jackson, Bill Bottrell                                             |
| Planet Earth              | 1990          | Michael Jackson                                               | Michael Jackson                                                            |
| Pressure                  | Onbekend      | Michael Jackson, Bryan Loren                                  | Michael Jackson, Bryan Loren                                               |
| Saturday Woman            | Onbekend      | Michael Jackson                                               | Michael Jackson                                                            |
| Serious Effect            | 1991          | Michael Jackson, Bryan Loren                                  | Michael Jackson, Bryan Loren                                               |
| Seven Digits              | 1990-1991     | Michael Jackson, Bryan Loren                                  | Michael Jackson, Bryan Loren                                               |
| She Got It                | 1990          | Michael Jackson, Bryan Loren                                  | Michael Jackson, Bryan Loren                                               |
| She's Got It Baby         | Onbekend      | Michael Jackson, Bryan Loren                                  | Michael Jackson, Bryan Loren                                               |
| Slave To The Rhythm       | 1990-1991     | L.A. Reid, Babyface, Daryl Simmons, Kevin Roberson            | L.A. Reid, Babyface                                                        |
| Someone Put Your Hand Out | 1987, 1990    | Michael Jackson, Teddy Riley, Kevin Spencer, Leon Sylvers III | Michael Jackson, Quincy Jones, Teddy Riley, Leon Sylvers III, Dick Griffey |
| Son Of Thriller           | augustus 1989 | Michael Jackson                                               | Michael Jackson, Bryan Loren                                               |
| To Satisfy You            | 1989-1991     | Michael Jackson, Bryan Loren                                  | Michael Jackson, Bryan Loren                                               |
| The Verdict               | 1990          | Michael Jackson, Bryan Loren                                  | Michael Jackson, Bryan Loren                                               |
| The Choice                | Onbekend      | Michael Jackson                                               | Michael Jackson                                                            |
| Truth About Youth         | 1990          | LL Cool J                                                     | Michael Jackson, Bryan Loren                                               |
| What About Us             | 1988-1991     | Michael Jackson                                               | Michael Jackson, Bill Bottrell                                             |
| Work That Body            | 1989          | Michael Jackson, Bryan Loren                                  | Bryan Loren                                                                |
| You Were There            | december 1989 | Michael Jackson                                               | Michael Jackson                                                            |